# Operatie Harrods
Operatie Harrods was de codenaam voor een SAS-operatie in het Franse departement Rhône.

## Geschiedenis
Op 13 augustus 1944 dropte de SAS 102 man van het 3e Franse Parachutistenbataljon ten noorden van Lyon. De manschappen hadden als taak meegekregen het ontregelen van het troepenvervoer naar het noorden, waar drie weken eerder Operatie Cobra, de uitbraak van het Normandisch bruggenhoofd, van start was gegaan. De Duitsers hadden daar versterkingen nodig en die moesten vanuit Midden- en Zuid-Frankrijk komen. De eenheid moest de oprukkende Duitse troepen zo veel mogelijk vertraging bezorgen en deed dit door het constant aanvallen van de Duitsers. 
Daarnaast had ze de opdracht om de rechterflank van het Amerikaanse Derde Leger steun te bieden.